# John Leake
Sir John Leake (4. července 1656, Londýn, Anglie – 21. srpna 1720, Londýn, Anglie) byl britský admirál. Po účasti ve válkách druhé poloviny 17. století vynikl jako přední námořní vojevůdce za války o španělské dědictví. Dosáhl hodnosti velkoadmirála a postu vrchního velitele ve Středomoří, v letech 1710–1712 byl ministrem námořnictva.

## Kariéra
Narodil se v Londýně jako druhorozený syn dělostřeleckého důstojníka Richarda Leake († 1696), u námořnictva sloužil od roku 1673 a byl přidělen k admirálu Edwardu Spragge, pod jehož velením se zúčastnil bitvy u Texelu. Po skončení války s Nizozemím opustil Royal Navy a krátce sloužil u obchodního loďstva (1674–1676), poté znovu vstoupil ke královskému námořnictvu. V roce 1688 byl povýšen na kapitána a zúčastnil se devítileté války. Přispěl k osvobození Londonderry od francouzského obléhání a poté se vyznamenal v bitvách u Barfleuru a La Hogue, po roce 1693 sloužil ve Středomoří. V roce 1699 byl pověřen přepravou vojáků do Irska.
Na počátku války o španělské dědictví velel lodi Britannica a zúčastnil se výpravy do Cádizu. V roce 1702 v hodnosti komodora převzal velení v Kanadě, kde byl pověřen úkolem útočit na francouzské rybářské přístavy. Podařilo se mu zajmout nebo zničit přes padesát nepřátelských lodí. Koncem roku 1702 se vrátil do Evropy, získal hodnost kontradmirála, ale odmítl povýšení do šlechtického stavu. Od ledna 1703 byl velitelem v Portsmouthu, odkud krátce poté plul k portugalským břehům Od roku 1703 byl viceadmirálem a v roce 1704 získal titul rytíře. V bitvě u Malagy velel předvoji, poté měl významnou účast při obléhání Gibraltaru, po jeho dobytí se vrátil do Lisabonu. V lednu 1705 byl pověřen vrchním velením ve Středomoří a s flotilou 35 anglických, nizozemských a portugalských lodí dosáhl definitivního převzetí Gibraltaru pod britskou správu. V roce 1706 přispěl k tomu, že francouzsko-španělská armáda ukončila obléhání Barcelony. V roce 1707 byl jmenován admirálem a po smrti Cloudesleye Shovella převzal vrchní velení ve Středomoří (1708), od roku 1708 užíval hodnost velkoadmirála (Admiral of the Fleet).
Místo admirála Shovella získal také poslanecký mandát za přístav Rochester, členem Dolní sněmovny byl v letech 1708–1715. V roce 1708 byl jmenován členem rady lorda nejvyššího admirála prince Jiřího Dánského. Souběžně nadále aktivně sloužil na moři, v září 1708 vylodil na Menorce vojsko hraběte Jamese Stanhopea. Na přelomu let 1708–1709 velel výpravě do Baltského moře. V Harleyově vládě byl jmenován prvním lordem admirality (1710–1712). V roce 1711 byl pověřen ochranou obchodních lodí v kanálu La Manche, o rok později velel útoku na přístav Dunkerque. I když politicky nevystupoval nijak aktivně, coby člen Harleyovy vlády byl vnímán jako stoupenec toryů a po nástupu hannoverské dynastie musel odejít do ústraní. Přišel o čestný post kontradmirála Velké Británie (1709–1714) a v roce 1715 ani nekandidoval ve volbách do Dolní sněmovny. Od té doby žil v soukromí a zemřel ve svém domě v Beddingtonu v londýnské čtvrti Greenwich.